# Story of My Life (песня One Direction)
«Story of My Life» («История моей жизни») — песня британского бой-бенда One Direction, второй трек их третьего альбома Midnight Memories (2013).
Песня также была издана отдельным синглом. (Это был второй сингл с этого альбома.)
В США песня поднялась до 6 места (в чарте Billboard Hot 100), в Великобритании сингл с ней до 2-го места (в чарте UK Singles Chart).

## История написания
Ребята из One Direction тоже внесли свой вклад в сочинение стихов к этой песне.
Джейми Скотт (один из авторов песни «Story of My Life») вспоминал, что, когда ребята из группы One Direction послушали подготовленную им демозапись, «они взбесились и вместе с нами закончили эту песню. Всегда хорошо иметь от них вклад в стихи и т. п., так как при этом есть уверенность, что они на самом деле поют о том, о чём поют.»

## Музыкальный стиль
По жанру это баллада. Ведущая партия в аранжировка отдана гитаре.
Как пишет музыкальный сайт Songfacts, эта песня ближе к фолк-музыке, чем большинство песен, что группа издала до неё. Кроме того, всё тот же Джейми Скотт рассказывал, что демозапись, которую они поставили ребятам, звучала ещё более фолково, чем окончательная версия.
Сайт Songfacts также отмечает, что с пятью вокалистами группа One Direction прекрасно подходила для задачи исполнения мощного припева, являющегося фокальной точкой этой песни.

## Сюжет
В песне поётся о девушке, разбившей поющему сердце.